# Victoria (formație)
Victoria a fost un sextet vocal de muzică ușoară din România, înființat în septembrie 1959. Membrii acestuia erau: Emilia Sonia (sopran I), Elena Stoicescu (sopran II), Livia Vasiliu (alto), Dumitru S. Ion (tenor I), Ion Buia (tenor II) și Ioniță Gheorghiu (bas și conducătorul formației).

## Activitate
Sextetul este invitat pentru prima oară la Televiziunea Română în aprilie 1960. În anii următori, aparițiile televizate și în filme de cinematograf îi acordă o notorietate deosebită. Victoria participă alături de alți interpreți la coloanele sonore ale filmelor Dragoste la zero grade (1964, r. Geo Saizescu și Cezar Grigoriu) și Tunelul (1967, r. Francisc Munteanu), ambele semnate de George Grigoriu.
Formația realizează la Radiodifuziunea Română și la casa de discuri Electrecord imprimări proprii și în compania unor soliști vocali (de exemplu, Roxana Matei).

## Repertoriu selectiv
- Cîntecul turiștilor (Florentin Delmar)
- Iubire, iubire (Radu Șerban)
- În umbra brazilor (Ramon Tavernier)
- Mărioara de la Hunedoara (George Grigoriu)
- Mult mi-e dragă mîndrulița (Alois Hönig)
- N-am crezut că te voi iubi (Noru Demetriad)
- Păcat, fetițo dragă (Ion Vasilescu)
- Pe cărări de vis (Temistocle Popa)
- Pe «Vîrful cu dor» (Gheorghe Ursan)
- Plimbare prin București (Robert Flavian)
- Portret muzical (Aurel Giroveanu)
- Rodica (Edmond Deda)
- Vocaliza (Eugen Teger)